# اس‌اس برایتون (۱۹۰۳)
اس‌اس برایتون (۱۹۰۳) (به انگلیسی: SS Brighton (1903)) یک کشتی بود که طول آن ۲۷۳ فوت ۶ اینچ (۸۳٫۳۶ متر) بود. این کشتی در سال ۱۹۰۳ ساخته شد.